# Аганлија
Аганлија (умро 1804) је био један од четворице дахија који су управљали Србијом од 1801. до 1804. године.

## Биографија

### Долазак на власт
Хаџи Мустафа-паша је октобра 1798. враћен на положај београдског паше, али се у народу јавило нерасположење према њему. Због великих дугова морао је да распише посебне намете, а такође је морао да прими јањичаре којима је 1799. одобрен повратак. Иако су они овог пута мирно дошли и населили се, у српском народу је њихов повратак изазвао нелагодност и страх. Несигурно примирје између Мустафа-паше и Пазван-Оглуа је прекинуто августа 1800. када је Порта поново прогласила овог другог за бунтовника и решила да га протера из Видина. Срби су поново учествовали у пашиној војсци која је ратовала у Крајини. Исте године је београдски митрополит ухапшен, а следеће је погубљен. Тачан разлог се не зна, постоје претпоставке да је одржавао везе са Пазван-Оглуом или Ригом од Фере, или да су га лажно потказали неки свештеници. У сваком случају, ни ово није пореметило односе паше и Срба, тако да су и следеће, 1801. године они ратовали са њим. Они су били и у војсци коју је паша под командом свог сина Дервиш-бега упутио у Крајину заједно са београдским јањичарима. Међутим, јањичари су се понашали врло сумњиво и чим су чули за мањи пораз царског одреда у Бугарској, разбежали су се. Срби су се жалили на њих и паша је упутио писмо свом сину с наредбом да погуби осморицу јањичарских вођа. Те вође су се докопале писма и подигле су буну у београдској вароши, а паша се затворио у тврђаву. На крају је морао да прихвати њихове захтеве и повери чување Београда њима. Ипак је некако успео да извести Порту о свему и покушао је да поткупи једну групу јањичара и још неке угледне Турке и Србе, па да их окрене против узурпатора, али му то није пошло за руком. Јањичарске вође (дахије) су то сазнале и убиле су га 21. децембра 1801. Након тога, у Београдском пашалуку је успостављена таква страховлада, тако окрутни и злочиначки однос према српском народу, да је он убрзо једини спас нашао у подизању свеопштег народног устанка против власти.

### Сеча кнезова
Почетком 1803. године 12 кнезова Ваљевске нахије (Алекса Ненадовић, Илија Бирчанин и др.) састали су се и одлучили да се за 8 месеци подигне устанак. Сличну одлуку донеле су старешине Шумадије. Крајем исте године Ненадовић је упутио једно писмо аустријском команданту у Земуну у коме га је известио да су Срби спремни на устанак и да су успели да посвађају дахије. Писмо је сасвим случајно пало у руке дахија и показало им право стање у Србији и намере устаника.
Турци су највише страховали од става Аустрије у евентуалном устанку. Због тога су организовали сечу кнезова 4. фебруара 1804. године. Тог дана побијена је већина истакнутих Срба трговаца, кнезова, свештеника, бораца Коче Анђелковића и др. Страдали су Алекса Ненадовић, Илија Бирчанин, Хаџи Рувим и многи други. У писму кога су Срби послали Италинском, руском посланику у Цариград, наводи се бројка од око 150 људи. Дахије су приморавале становништво Србије да преда оружје, због чега многи беже у шуме. Од српских поглавара који су избегли сечу најпознатији су: Јаков Ненадовић (западна Србија), прота Матија Ненадовић (његов синовац), Милан Обреновић и Карађорђе у Шумадији, Станоје Главаш (харамбаша), Петар Добрњац, Миленко Стојковић и др. Сеча кнезова био је непосредан повод за избијање устанка.

### Први српски устанак
Истог дана када је одржан збор у Орашцу кренуло се у акцију. Преподнева је запаљен хан у Орашцу, а ханџије и сејмени су побијени или растерани, чиме је и званично отпочела буна. Истога дана и сутрадан спаљени су ханови у још четири села. Овећа група Турака разбијена је код села Сибнице дан после збора. Дахије су одговориле слањем Аганлије (сматрало се да је благ у односима са рајом) како би наговорио Србе на помирење. До сусрета Аганлије (са око 400 јаничара) и Карађорђа дошло је у селу Дрлупи 24. фебруара 1804. године. Разговор је вођен на већем растојању и није уродио плодом. Међусобно неповерење резултирало је борбом у којој су Срби ранили Аганлију у ногу и убили неке његове пратиоце. Станоје Главаш рањен је у главу. Турци су побегли, а устаници су их гонили до Београда где су пренели борбе. Од Турака се тада одметнула и грочанска нахија са Васом Чарапићем. За њом је кренула и Смедеревска нахија на челу са Ђушом Вулићевићем. Београд је одсечен од остатка Царства.

### Погибија
Порта је јуна 1804. године наредила босанском везиру Бећир-паши да дође у Пашалук и извиди спор, уклони дахије и заведе редовну власт. Бећир-паша је разговарао са Карађорђем (јул 1804), али су дахије одбиле да напусте Београд. Крџалије су чак успеле да заробе Бећир-пашу на превару, па су Срби платили откуп како би га ослободили. Дахије су, под притиском крџалија, побегле у Адакале где их је, по пашином наређењу турском заповеднику, побио Миленко Стојковић. То је био сав успех Бећир-паше који се вратио у Босну, а Срби су наставили опсаду Београда који је сада био у рукама Алије Гушанца.